# NHK津和野町内テレビ中継局
NHK津和野町内テレビ中継局（エヌエイチケイつわのちょうないテレビちゅういけいきょく）では、島根県鹿足郡津和野町に置かれていたNHK松江放送局の2つのテレビ中継局について説明する。

## 概要
- 津和野町内には、「日原青原」・「津和野長野」の2中継局が置かれていた。

## 送信施設概要

### デジタルテレビ
- 現時点では、非該当である。よって、津和野中継局や津和野日原中継局などを受信する。

### アナログテレビ
| 放送局名          | チャンネル | 空中線電力        | ERP                 | 放送対象地域 | 放送区域 内世帯数 |
| 津和野長野中継局  |            |                   |                     |              |                   |
| NHK松江総合テレビ | 41ch       | 映像3W /音声750mW | 不明                | 島根県       | 不明              |
| NHK松江教育テレビ | 43ch       | 映像3W /音声750mW | 不明                | 全国         | 不明              |
| 日野青原中継局    |            |                   |                     |              |                   |
| NHK松江総合テレビ | 49ch       | 映像1W /音声250mW | 映像2.5W /音声630mW | 島根県       | 不明              |
| NHK松江教育テレビ | 51ch       | 映像1W /音声250mW | 映像2.5W /音声630mW | 全国         | 不明              |

- 2011年7月24日正午で通常の放送が終了、この日をもってすべて廃止された。

## 置局住所
- 津和野長野局…鹿足郡津和野町長福の砥石山
- 日野青原局…鹿足郡津和野町青原のJR西日本山口線青原駅西方高地